# Maciej Marciniak
Maciej Marciniak (ur. 4 marca 1991 w Wartkowicach) – polski piłkarz, piłkarz plażowy, reprezentant w piłce nożnej plażowej. Zawodnik Boci Gdańsk. Czterokrotny Mistrz Polski (z Grembachem), pięciokrotny uczestnik Euro Winners Cup. Uczestnik Mistrzostw Świata w piłce nożnej plażowej 2017.

## Osiągnięcia

### Drużynowe

#### Mistrzostwa Polski
- Mistrzostwo (4x): 2012, 2013, 2015, 2016
- Trzecie miejsce: 2014

#### Puchar Polski
- Zdobywca: 2012
- Finalista: 2016

#### Superpuchar Polski
- Zdobywca: 2015

#### Euro Winners Cup
- 6. miejsce - 2013
- 1/8 finału - 2014, 2016
- 13. miejsce - 2017
- 1/16 finału - 2019

#### Młodzieżowe Mistrzostwa Polski
- Mistrzostwo: 2010, 2010 (nieoficjalne)[1]

### Indywidualne
- Najlepszy bramkarz Mistrzostw Polski (3x): 2013[2], 2015[2], 2016[3]
- Najlepszy bramkarz Pucharu Polski: 2016[4]
- Najlepszy bramkarz Mistrzostw Polski Juniorów: 2010 (nieoficjalne)[1]